# Cawthron Records
Cawthron Records war ein US-amerikanisches Musiklabel, das um 1959/1960 bestand.
Das Label Cawthron gehörte dem Fleischbeschauer Dunlap J. Cawthron. Dieser betrieb in Los Angeles das Allegro Recording and Music Studio, das von 1955 bis um 1965 bestand. Auf seinem ersten Label Cawthron begann er um 1959 nebenberuflich Platten zu veröffentlichen. Diese wurden von Bingo Records vertrieben, das der DJ Jim Specs Hawthorne besaß und dort 1959/60 Singles u. a. von dem Sänger Troy Cori oder den Ponsi Sisters, einer Teenager-Vokalgruppe, veröffentlichte.
1959 erschien laut Billboard die erste Single auf Cawthron Records, Shirley Agnew mit Christmas Is The Best Time/Looking Ahead to Happiness (Cawthron 501). Es folgten Aufnahmen des Gospelgruppe The Spirit of St. Louis, Herman McFadden, des Ushers Mass Chorus Of St. Louis und des Sam Lazar Trios mit dem Gitarristen Grant Green (Space Flight, Cawthron 507). Cawthron setzte seine Aktivitäten als Musikproduzent danach mit den Labeln C&C und Allegro Records fort. Auf Allegro erschienen ab 1960 Rhythm-and-Blues- und Gospel-Aufnahmen von Claude McLin, Zena Ayo, The Perry Trio, Vermya Phillips, Kathryn Adams und C.C. Griffin.